# Laurent Libessart
Laurent Libessart (Frankrijk, 7 november 1978) is een Frans stripauteur.

## Carrière
Op 15-jarige leeftijd publiceerde Libessart zijn eerste strip getiteld Les légendes de la Marie Groëtte naar een scenario van Jacques Messiant. Daarna maakte hij onder meer boekillustraties en korte reclamestrips.
Libessart studeerde toegepaste kunsten in Roubaix.
Van 2005 tot 2008 tekende hij de historische stripreeks Le Casque d'Agris op scenario van Silvio Luccisiano. In 2011 volgde hij Thierry Labrosse op als tekenaar voor de reeks Moréa, geschreven door Scotch Arleston.
Hiernaast tekende hij nog strips voor bijvoorbeeld het Leger des Heils, maar ook komische strips onder het pseudoniem Trass'Bill.
In 2019 werd een nieuwe spin-off van de reeks Alex gelanceerd, getiteld De jeugd van Alex, die door Libessart wordt getekend op scenario van Marc Bourgne.